# برایتنتهال
برایتنتهال (به آلمانی: Breitenthal) یک شهر در آلمان است که در گونتسبورگ واقع شده‌است.